# Mesopolobus tortricis
Mesopolobus tortricis är en stekelart som först beskrevs av Charles Thomas Brues 1910.  Mesopolobus tortricis ingår i släktet Mesopolobus och familjen puppglanssteklar. Inga underarter finns listade i Catalogue of Life.